# Gian Lorenzo Cantù
Gian Lorenzo Cantù (Carmagnola, 25 giugno 1790 – Carmagnola, 19 novembre 1869) è stato un medico e politico italiano.

## Biografia
Allievo di Giovanni Antonio Giobert, di cui è stato in seguito assistente e successore nella cattedra di chimica generale dell'università di Torino, ha esercitato la professione medica e si è contemporaneamente dedicato agli studi nel campo della chimica, in particolare per la ricerca di rimedi contro il colera e la malaria. È stato capo della sanità militare e primo medico di corte di sua maestà, e ha fatto parte dei consigli superiori di sanità (civile e militare) e di pubblica istruzione, del consiglio di amministrazione dell'Ospedale maggiore S. Giovanni Battista di Torino, delle accademie medico-chirurgica e delle scienze. Per dieci anni ha fatto parte del consiglio comunale di Torino.
Il 23 maggio 1831 divenne socio dell'Accademia delle scienze di Torino.